# Hell Energy Drink
Hell Energy Drink (стилизирана като HELL) е популярна марка енергийни напитки, разпространявани предимно в Европа и Азия. Марката е създадена през 2006 г. от частна компания, основана в Унгария, 2004 г., която през 2009 г. приема името Hell Energy Magyarország Kft.

## История
В рамките на три години тя става лидер на пазара в Унгария. Основен фактор за популярността на марката е двугодишната спонсорска сделка с екипа на Формула 1 на AT&T Williams, където Hell Energy е втората марка в сектора на енергийните напитки, която влиза в света на състезанията от Формула 1. Hell Energy е лидер на пазара в България, Румъния, Словакия, Кипър, Азербайджан, Северна Македония, Гърция, Хърватия и Сърбия и се предлага в повече от 50 страни по света.
Седалища на Hell Energy има в Унгария, Румъния, Обединеното кралство, Русия, а също и в Кипър.

## Фабрика
Фабриката Hell Energy е построена през 2011 г. в Сиксо, Унгария. Фабриката разполага с две производствени линии за пълнене на кенчета, чийто производствен капацитет е 2 милиона кутии на ден. Има лаборатория за постоянен мониторинг на параметрите на напитките. Фабриката е с най-високия сертификат за безопасност на храните, наличен в Европа – FSSC22000. През 2012 г. фабриката е официално избрана за една от най-добрите три фабрики в Европа в категорията „Производство в световен мащаб и от световна класа“ на наградата за стратегическо производство в Дюселдорф, Германия. Заводът е придружен от напълно автоматизиран логистичен център с площ от 6000 кв. м. Фабриката Hell Energy е в състояние да произвежда бутилки от 250, 330, 475 и 500 милилитра. Hell Energy произвежда за внос и износ от 2011 г. в бутилиращата фабрика в Сиксо, чийто капацитет е 600 милиона кутии. Приема изпълнението на поръчки от други марки.

## Курортен комплекс
Hell Energy е строител и собственик на Avalon Park, комплекс от курорти, спа център и събитиен център в Мишколцтаполца – курорт, намиращ се в Мишколц. Avalon печели няколко награди, включително златни медали в три категории на World Luxury Hotel Awards. Получава и международно признатата 5-звездна класификация на International Hotel Awards.

## Маркетинг
През 2018 г. Hell Energy подписва договор с Рита Ора, която става посланик на марката.